# Institut des techniques d'ingénieur de l'industrie
 (avril 2021).
Le réseau des instituts des techniques d'ingénieur de l'industrie (iTii) regroupe aujourd'hui une vingtaine de structures dans toutes les régions françaises. Les iTii ne sont pas des établissements d’enseignement (ne délivrant aucun diplôme) mais des structures de coordination ou plus précisément une entité responsable de la sélection des candidats, des relations entre les branches professionnelles (unions patronales : MEDEF, UIMM) d'une part et les écoles d'ingénieurs d'autre part (afin de définir les programmes académiques, les profils recherchés, etc. permettant d'être le plus en adéquation possible avec la demande formulée par les entreprises). L'ITII est donc un organe paritaire où siègent branches professionnelles et structures de formations et a aussi pour objectifs de promouvoir le diplôme et de s'assurer de la bonne employabilité des diplômés, Il est représenté, au niveau national, par la conférence des ITII, garantes de la qualité de ses enseignements. La formation d'ingénieur ITII est effectuée sous le principe de l'apprentissage, se rapprochant ainsi du modèle anglo-saxon de coopération (co-op).
Ces formations peuvent être organisées :
- Sous statut étudiant,
- En apprentissage (formation initiale),
- En formation continue.

Les ingénieurs formés par l'ITII en lien avec l'école d'ingénieur partenaire travaillent majoritairement dans l’industrie. Ils assurent des fonctions très diverses liées à la production : bureau d’études, industrialisation, méthodes, fabrication, qualité, maintenance, logistique. Les ingénieurs ITII s’attachent ainsi à améliorer les performances de l’entreprise en y développant notamment le management par projet. À chaque projet, trois objectifs : argumenter les choix techniques, analyser la rentabilité, mobiliser les hommes et les compétences.

## Les iTii

### Le Rapport Decomps[2]
Alors qu’en 1980, la France forme 12000 ingénieurs par an, une polémique s’engage sur la nécessité ou non de multiplier le flux d’ingénieurs diplômés par 2, 3 voire 5 selon certains. Parallèlement, grâce à une loi de 1987, la voie de l’apprentissage s’ouvre progressivement aux formations supérieures, au fur et à mesure de la publication des listes de titres homologués par les différents ministères de tutelle.
En 1989, Bernard Decomps, professeur à l’École normale supérieure de Cachan, préside un groupe de travail sur les besoins en ingénieurs et rend ses conclusions : existence de nombreux techniciens salariés en recherche d’évolution de niveau de formation, besoins en ingénieurs opérationnels ayant une meilleure approche des réalités de terrain en particulier pour s’investir dans les petites et moyennes entreprises (PME), constat de carence en ingénieurs diplômés pour encadrer le développement de l’économie des territoires et accompagner les mutations
industrielles.
Le besoin d’ingénieurs de terrain, formés par la voie de la formation professionnelle continue ou en formation initiale, en partenariat avec l’entreprise, est alors clairement identifié. Le choix de créer de nouvelles formation d'ingénieurs (N.F.I.) est alors prise, ce choix se concretisera dans l'ouverture de la première structure Française de ce type en Bourgogne avec la création de l'ITII Bourgogne dès 1991.

### Histoire
Les Instituts des techniques d'ingénieur de l'industrie (ITII) font partie des Nouvelles Formations d'Ingénieurs  (NFI).
Un ITII est une association paritaire entre des partenaires pédagogiques et des partenaires professionnels. Les partenaires pédagogiques sont des établissements habilités à délivrer un titre d'ingénieur (écoles d'ingénieurs, universités). Les partenaires professionnels sont des entreprises (grandes ou petites) fédérées au sein de branches professionnelles.
Les ITII sont nés avec les NFI au début des années 1990, à la suite du constat de la tendance des ingénieurs diplômés à s'écarter du domaine de la production au profit de fonctions de direction ou d'encadrement.
L'idée d'associer les entreprises à la formation d'ingénieurs répond donc au souhait de former des profils d'ingénieurs plus portés vers des fonctions de production.
Les premiers ITII se sont ouverts par la voie de la formation continue, les candidats étaient des techniciens supérieurs ayant au moins cinq années d'ancienneté, que leur entreprise souhaitait promouvoir au statut d'ingénieur.

### iTii Aujourd'hui
Depuis, des cursus par apprentissage se sont développés mais toujours en associant fortement les partenaires professionnels à la formation et à la délivrance du diplôme.
Les diplômes ITII sont des diplômes délivrés par des établissements qui ont été habilités par la Commission du titre d'ingénieur. Ils sont donc reconnus par l'État et les entreprises en tant que diplôme d'ingénieur. Les étudiants inscrits dans ces nouvelles formations d’ingénieurs doivent être inscrits auprès de l’établissement habilité à délivrer le diplôme.
En 2011 les 23 ITII en France représentent 1 500 diplômés par an et 17 000 ingénieurs déjà diplômés dans les disciplines de la mécanique, l'informatique industrielle, le génie industriel, les matériaux, les télécommunications et systèmes d'informations, le bâtiment et les travaux publics, le génie énergétique, etc.

### Le diplôme
Ce sont les écoles d'ingénieurs ou les universités qui sont responsables de la formation académique et de la délivrance du diplôme, les ingénieurs sont diplômés de l'école où ils ont suivi leur formation académique (on peut citer pour exemple : l'école centrale de Nantes, l'École nationale supérieure des mines de Saint-Étienne, l'École nationale supérieure d'arts et métiers, l'École catholique des arts et métiers).
L'intitulé du diplôme est : Ingénieur diplômé de l'école .... spécialité .... en partenariat avec l'iTii

## L'organisation du réseau

### Conférence des ITII
Dès 1991, à l'initiative de l'UIMM s'est créée une association des ITII dénommée : Conférence des ITII. Les ITII sont représentés dans les différentes instances et groupes de travail de la conférence par des personnes mandatées par les établissements d'enseignement supérieur et par les branches professionnelles. 
La Conférence est donc ainsi une véritable structure de partenariat à l'échelon national. 
La conférence s'est toujours attachée à conforter la pertinence et la cohérence des formations ITII 
Dans cet esprit des groupes de travail se sont constitués autour des problématiques suivantes : 
Validation des acquis professionnels 
Communication interne et externe 
Réalisation de documents de références (renouvellement d'habilitation, guides de suivi, charte des ITII ...) 
Labellisation des ITII, qualité de la formation 
Utilisation d'outils et techniques tels que la visioconférence ou les produits multimédia 
Organisation de rencontres de formateurs 
La Conférence organise, par ailleurs régulièrement un colloque national regroupant l'ensemble des ITII. 
- 1993 à Nantes sur le thème L'alternance
- 1994 à Évreux sur le thème Les ITII cinq ans après
- 1998 à Avignon sur le thème Le rapprochement des cultures
- 2006 à Brest
- 2008 en Auvergne

### Le réseau national
- ITII Alsace
- ITII Aquitaine
- ITII Auvergne
- ITII Basse-Normandie
- ITII Bourgogne (Première formation d'ingénieur par apprentissage en France)
- ITII Champagne-Ardenne (ENSAM Châlons-en-Champagne)
- ITII Centre
- ITII Franche-Comté
- ITII Georges Besse
- ITII Lorraine
- ITII Haute-Normandie
- ITII Île-de-France (écoles partenaires : EI CESI, EI CNAM, ENSEA, ENSIIE, EPF, Polytech Paris UPMC, Polytech Paris Sud, ENSMP Mines ParisTech et Université Paris 7 - dans le cadre du réseau ISUPFERE, SUPMECA, Université Paris 10)
- ITII Loire à Saint-Étienne
- ITII Lyon
- ITII Midi-Pyrénées
- ITII Nord-Pas de Calais (ISIV, ISTN)
- ITII Pays de la Loire (école centrale de Nantes)
- ITII Provence-Alpes-Côte d'Azur (ENSAM Aix, ENSM-SE, Polytech'Nice, ISEN-Toulon)
- ITII Picardie
- ITII Poitou-Charentes
- ITII 2 Savoies
- IST Vendée
- ITII Dauphiné-Vivarais Valence
- ISTP Saint-Étienne

### iTii en chiffres
Chiffres 2011 
- 23 ITII en France
- 56 filières en formation continue et en apprentissage
- 38 écoles d'ingénieurs et universités partenaires
- 250 diplômés en formation continue
- 1450 diplômés dans le cadre de l'apprentissage
- 17 000 diplômés en activité